# Figaros Hochzeit (film 1920)
Figaros Hochzeit è un film muto del 1920 diretto da Max Mack. Interpretato da Alexander Moissi, uno dei più famosi attori teatrali dell'epoca, il film si basa su La folle giornata o Il matrimonio di Figaro, la seconda parte della celeberrima trilogia di Beaumarchais.

## Produzione
Il film fu prodotto dalla Terra-Film di Berlino.

## Distribuzione
Distribuito dalla Terra-Film, il film fu presentato all'U.T. Kurfürstendamm di Berlino il 29 luglio 1920 con il visto di censura 00190 che ne vietava la visione ai minori.